# Focșăneancă
Focșăneancă sau Focșeneanca este un vechi soi românesc de struguri albi foarte rar și fără importanță culturală care era cultivat în podgoriile Odobești și Panciu . 